# Селезньовське сільське поселення (Виборзький район)
Селезньовське сільське поселення — муніципальне утворення у складі Виборзького району Ленінградської області. Центр — селище Селезньово. Включає територію Большепольскої, Кондратьєвської і Селезньовскої волостей, що існували до 2006 року.

## Населені пункти

### Селища
- Селезньово (центр поселення)
- Балтієць
- Великий Бор
- Брусничне
- Буслово
- Велике
- Горка
- Дубки
- Карпівка
- Кравцово
- Кубенське
- Кутузово
- Лісний Кордон
- Липова Алея
- Лугове
- Лужайка
- Можжевельниково
- Острівне
- Придорожнє
- Торфяновка
- Усадище
- Ушаково
- Яшино
- Отрадне
- Новинка
- Подбереззя
- Подборов'я
- Велике Поле
- Кондратьєво